# Johannes Stallmann
Johannes Stallmann, auch Johann oder Johannes Stahlmann bzw. Stalmann (* 1577 auf Gut Stall nahe Lüttringhausen; † 1635) war ein Oberbürgermeister Büdingens, später anhaltischer Kanzler, schließlich während des Dreißigjährigen Krieges Hof- und Kriegsrat in schwedischen Diensten, welcher insbesondere durch seine Beteiligung am gescheiterten Egelner Mordkomplott gegen Johan Banér große Bekanntheit erlangte.

## Leben

### Frühe Jahre
Johannes Stallmann wurde 1577 auf dem Gute Stall nahe Lüttringhausen im Amt Beyenburg geboren. Seine Eltern, die verarmten Besitzer des Gutes, nannten sich wohl noch vom bzw. zum Stall, wohingegen er zeitlebens den Namen Stallmann bevorzugte. Infolge verschiedener Kriegsunruhen war er in seiner Jugend mehrfach gezwungen, seine Schule zu wechseln, völlig verarmt bewahrte er sich nach seiner Ankunft in Emmerich am Rhein im Winter 1591 mit Singen vor den Häusern vor dem Verhungern. Wenig darauf begann er jedoch ein Studium der Rechtswissenschaft an der Hohen Schule Herborn und praktizierte ab 1603 in Steinfurt als Jurist.

### Karriere
Sein Sachverstand verschaffte ihm bereits 1609 eine Stellung als Oberschultheiß von Büdingen. Kurz darauf wurde er im Jahre 1612 zum Fürstlich Anhaltischen Rat in Köthen berufen, wo er später folgenreiche Bekanntschaft mit dem Administrator Christian Wilhelm von Brandenburg machte. 1628 legte er sein Amt beim Fürsten Ludwig I. von Anhalt-Köthen freiwillig nieder, um in die Dienste König Christians IV. von Dänemark zu treten. Bereits 1630 wird er indes auch wieder als Anhaltischer Rat geführt. Im Mai selbigen Jahres reiste er jedoch auf Anleitung des abgesetzten Administrators nach Schweden, um sich der Gefolgschaft König Gustav Adolfs von Schweden anzuschließen. In dessen Ansehen rasch gestiegen, segelte er gemeinsam mit diesem bereits im Juni wieder zurück nach Deutschland, um hier als sein Abgesandter und Rat gemeinsam mit Christian Wilhelm von Brandenburg die Magdeburger Bürgerschaft zum Abfall von den Kaiserlichen sowie zum Aufstand gegen ebenjene zu überreden und aufzuwiegeln. Bei der Eroberung Magdeburgs im Mai 1631 durch Tilly wurde er zwar gefangengesetzt, entkam jedoch alsbald seiner Haft, und trat erneut in die Dienste des Fürsten Ludwig und wurde durch König Gustav Adolf alsbald zum Gouverneur des Fürstentums Anhalt sowie zum Kanzler der Stifte Halberstadt und Magdeburg, außerdem übergab ihm dieser das Kloster Gottes Gnade bei Calbe (Saale). Nach dessen Tod jedoch wurde er in seinen Ämtern nicht bestätigt, da man ihm aufgrund seiner reformierten Religion nicht traute und er sich dem Befehl Oxenstiernas widersetzte, amtseidlich zum lutherischen Glauben überzutreten. Überdies wurde das Kloster Gottes Gnade alsbald von Johan Banér besetzt. Dies entfesselte offenbar einen wilden Hass Stallmanns gegenüber den Schweden.

### Egelner Mordkomplott
Das schwedische Hauptquartier befand sich zu dieser Zeit in Egeln. Gemeinsam mit Jakob Capaun ersann Stallmann den Plan, Johan Banér bei einem Ausritt aus dem Quartier niederzuschießen und Egeln in Brand zu setzen, alternativ auch ihn in seiner Wohnung zu erstechen. Ebenso versuchte Stallmann, den kurz zuvor von Banér abgesetzten Oberstleutnant von Platow in den Mordplan miteinzubeziehen. Dieser jedoch überbrachte seinem früheren Herrn am 13. April 1635 ebenjenen Brief, in welchem Stallmann sich mühte, ihn für die Verschwörung zu gewinnen. Nach anfänglichem Zögern versuchte Banér Stallmanns habhaft zu werden, welcher indes die Flucht Richtung Polen ergriffen hatte, am 16. Juli 1635 aber an der Oder gestellt wurde. Um der Strafe zu entgehen, versuchte Stallmann vergebens, sich mit einem Brotmesser zu erdolchen. Er wurde gefangen gesetzt. Gegen den Vorwurf der antischwedischen Verschwörung verteidigte er sich mit acht Einwänden gegen das Verfahren. Zum Ende des Verfahrens kam es jedoch nicht: Stallmann hetzte den ihn bewachenden Corporal so auf, dass dieser bereit war, mit ihm die Flucht zu ergreifen. Gemeinsam setzten sie sich auf kaiserliches Gebiet nach Wien ab. Noch 1635 soll Stallmann jedoch auf einer Reise nach Prag verstorben sein, was jedoch unsicher ist, einige Quellen geben an, er sei wenige Jahre darauf in Magdeburg hingerichtet worden.
Wittich resümierte in seinem Verdikt:

„Stalmann muss allerdings eine Art zu reden und zu überreden gehabt haben, die bestechend war; die Gewandtheit dieses früher schon in allerhand poltische Actionen verwickelten Mannes, die Sicherheit seines Auftretens ist nicht zu ignoriren, ebensowenig aber auch seine nichtswürdige Verlogenheit. Er war ein heimathloser selbstsüchtiger Abenteurer, ein gewissenloser Spieler und Schwindler, wie es selbst in jenen wirrenvollen Zeiten keinen schlimmern gab. Um sich und seinen Herren (denn er hatte der Reihe nach verschiedene) anderweitigen Beistand zu verschaffen, hat er sich nie ein Gewissen darauf gemacht, die lügenhaftesten, dreistesten Versicherungen zu geben. Was Guericke, erzählend, wie er Magdeburg zu ködern suchte, in dieser Beziehung beibringt, ist nur ein einzelnes Bruchstück von seiner schamlosen Schwindelpolitik. Der Name Stalmanns ist geradezu wie der eines Verbrechers in der Geschichte gebrandmarkt; er hat nur wenige Jahre nachher als schmählicher Verräther an den Schweden selbst auf dem Schaffot büßen müssen.“

## Sonstiges
Seit 1632 gehörte Stallmann der Fruchtbringenden Gesellschaft an. Seine Söhne Johannes und Philipp Emmerich Stallmann, welche zuerst ebenso in schwedischen Diensten gestanden hatten, wurden wegen seiner Machenschaften in Köthen ebenfalls in Haft gesetzt, entflohen jedoch, ihrem Vater gleich, auf kaiserliches Gebiet und lebten später in Grafenegg in Österreich, der eine als Oberamtmann, der andere als Einsiedler. Gemeinsam mit ihrer Schwester Amöna Amalia konvertierten sie zum katholischen Glauben.
Ihre Schwester Christina Elisabeth blieb in Köthen und heiratete den Fürstlichen Botenmeister Andreas Georg Behmer.